# Hans Theilig

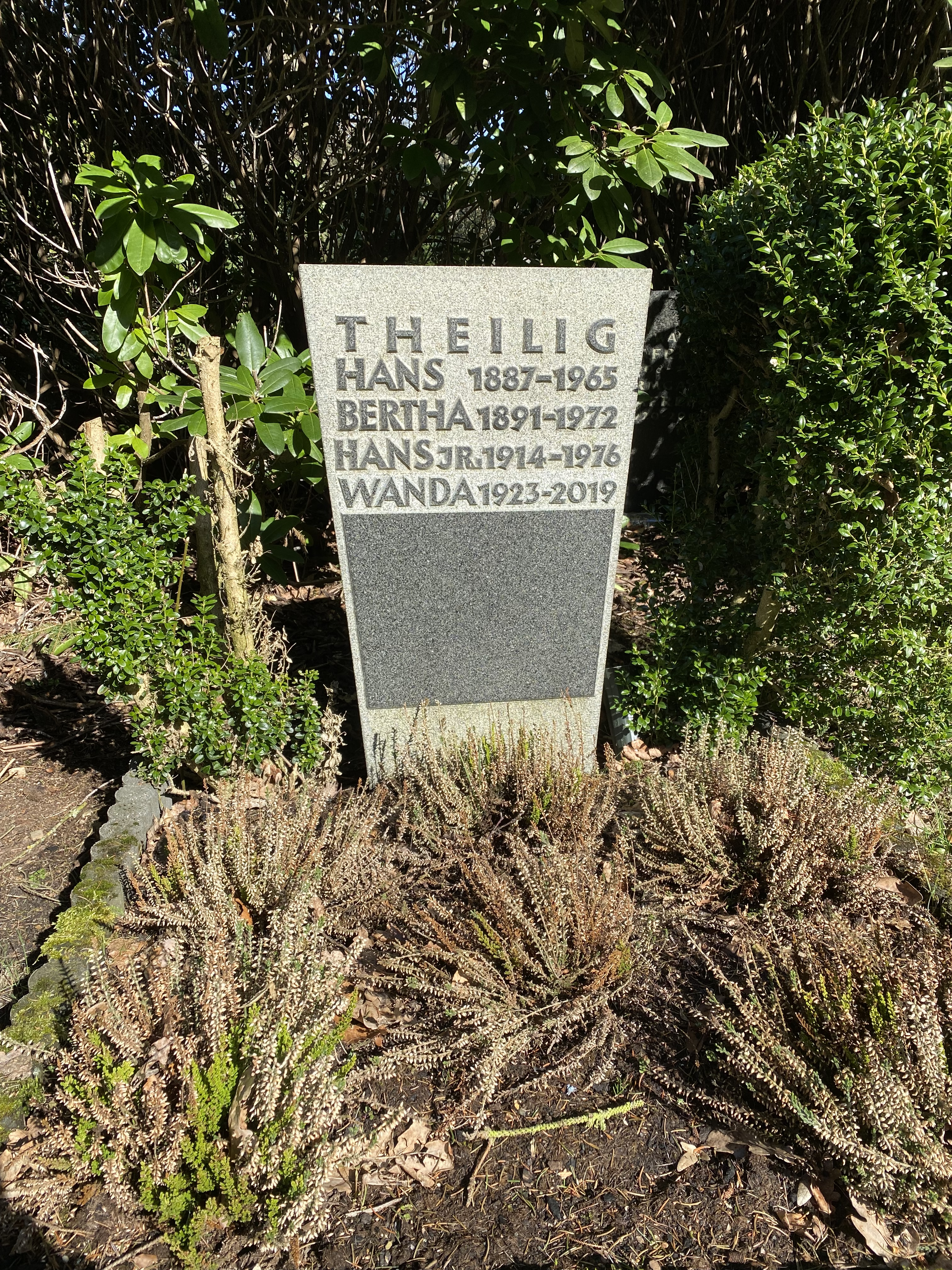
Grabstätte von Hans Theilig auf dem Friedhof Ohlsdorf

Hans Theilig (* 12. August 1914 in Hamburg; † 6. Oktober 1976 ebenda) war ein deutscher Handballspieler.

## Leben
Theilig, der zunächst für den Hamburger Gauligisten Oberalster VfW spielte, wurde 1936 Olympiasieger mit der deutschen Handballnationalmannschaft. Zwei Jahre später wurde er Weltmeister sowohl in der Halle als auch auf dem Feld. Er war auch zusammen mit dem Schweden Yngve Lamberg mit 6 Toren Torschützenkönig der Handball-WM 1938. Er ist einer von nur vier Handballern, der sowohl auf dem Feld als auch in der Halle Weltmeister werden konnte. Im Eröffnungsspiel der WM 1938 gegen Dänemark, das gleichzeitig auch das erste Hallen-Länderspiel einer deutschen Nationalmannschaft überhaupt war, erzielte Theilig (unter anderem) den Treffer zum 1:0, womit er zum ersten Torschützen der deutschen Hallenhandball-Nationalmannschaft überhaupt wurde.
1941 und 1943 gewann Theilig mit der SG ORPO (=SV Polizei) Hamburg zweimal die Deutsche Meisterschaft, wobei er im Finale 1941 alle neun und im Finale 1943 zehn von zwölf Treffern der Hamburger erzielte. 1943/44 spielte Theilig aufgrund der Umwandlung der Hamburger SG ORPO zum Luftwaffen-SV für die SG ORPO (=Polizei SV) Berlin und wurde durch einen 10:7-Erfolg im Finale gegen seine ehemaligen Hamburger Kameraden ein drittes Mal Deutscher Meister. In diesem Endspiel erzielte er vier Tore für die Berliner. Nach dem Krieg kehrte er zu Oberalster zurück, wo er noch bis 1955 in der Oberliga Hamburg spielte, bevor er in die „Alten Herren“ des Clubs wechselte.
Hans Theilig erhielt seine letzte Ruhestätte auf dem Friedhof Ohlsdorf. Die Grabstätte liegt im Planquadrat L 6 südöstlich vom Haupteingang an der Fuhlsbüttler Straße.